# Adrian Chivu
Adrian Chivu (Bucarest, 13 dicembre 1975) è uno scrittore rumeno.

## Biografia
Inizia la sua carriera come scrittore con il romanzo Album da disegno (Caiet de desen, pubblicato nel 2008 dalla Editura Curtea Veche). Grazie a questo romanzo ha ricevuto varie recensioni da alcune riviste della Romania, tra cui Observator Cultural (per due volte) e Revista 22 oltre che da Paul Cernat e altri critici letterari. Ha vinto anche il primo premio del concorso letterario italiano Insula europea di Perugia e una candidatura al premio Prometheus. In Italia ha ricevuto recensioni da Il Sole 24 Ore, La Nuova Sardegna e altre.
In seguito ha pubblicato i romanzi Exit nel 2008, Benzi desenate nel 2009 e nel 2010 Obraji albastri, Pleoape versi si buze mov, tutti per la casa editrice Editura Curtea Veche (inediti in italiano).

## Opere
- Album da disegno (Caiet de desen, Editura Curtea Veche, 2008, ISBN 9736695239), traduzione di Ileana M. Pop, Aìsara, 2011, ISBN 9788861040731
- Exit, Editura Curtea Veche, 2008, ISBN 9736696421
- Benzi desenate, Editura Curtea Veche, 2009, ISBN 978-973-669-784-5
- Obraji albastri, Pleoape versi si buze mov, Editura Curtea Veche, 2010, ISBN 978-973-669-960-3